# Itapipoca (microregio)
Itapipoca is een van de 33 microregio's van de Braziliaanse deelstaat Ceará. Zij ligt in de mesoregio Norte Cearense en grenst aan de Atlantische Oceaan in het oosten en noordoosten, de mesoregio Noroeste Cearense in het noordwesten, westen en zuidwesten en de microregio's Uruburetama in het zuiden en Baixo Curu in het zuidoosten. De microregio heeft een oppervlakte van ca. 3719 km². Midden 2004 werd het inwoneraantal geschat op 187.883.
Drie gemeenten behoren tot deze microregio:
- Amontada
- Itapipoca
- Trairi

Mesoregio's: Centro-Sul Cearense · Jaguaribe · Metropolitana de Fortaleza · Noroeste Cearense · Norte Cearense · Sertões Cearenses · Sul Cearense

Microregio's: Baixo Curu · Baixo Jaguaribe · Barro · Baturité · Brejo Santo · Canindé · Cariri · Caririaçu · Cascavel · Chapada do Araripe · Chorozinho · Coreaú · Fortaleza · Ibiapaba · Iguatu · Ipu · Itapipoca · Lavras da Mangabeira · Litoral de Aracati · Litoral de Camocim e Acaraú · Médio Curu · Médio Jaguaribe · Meruoca · Pacajus · Santa Quitéria · Serra do Pereiro · Sertão de Crateús · Sertão de Inhamuns · Sertão de Quixeramobim · Sertão de Senador Pompeu · Sobral · Uruburetama · Várzea Alegre